# 夜間飛行 (2014年の映画)
『夜間飛行』 (やかんひこう、原題：야간비행）は、イソン・ヒイルによって脚本、監督、編集された、2014年の大韓民国のドラマ映画。2014年2月7日、第64回ベルリン国際映画祭のパノラマ部門でワールドプレミア（世界初演）となり、そして同年8月28日、韓国の劇場でも公開された。
日本では翌2015年7月に、第24回東京国際レズビアン&ゲイ映画祭で初上映されている。前述の邦題はその際のものである。

## あらすじ
3人の10代の男子、シン・ヨンジュ、ハン・ギウン、コ・ギテクは、中学校では親友であった。高校生になり、ヨンジュとギテクは相変わらず距離の詰まっていたが、ギウンは学校内での”jjang”になり、ソン・ジン一味と付き合い始めた。ソン・ジン一味が、風変わりなマンファ（韓国の漫画）のファンであるギテクを情け容赦なくいじめているという事実を知ったとき、とりわけヨンジュは心配になり、それはギウンが他の2人から離れることを意味した。
母がシングルマザーであり金銭的に苦労しているために、一流の大学への入学を強く迫られていたヨンジュは、ソン・ジンと関係を断とうとするギウンと思いもかけない関係に発展する。しかしギテクが、ヨンジュがゲイであることを聞いて知ったとき、彼は軽い過去の仕返しのために友人を裏切り、ソン・ジン一味に加わり、ヨンジュが何年もギウンを好きだったことをばらしてしまった。

## キャスト
- シン・ヨンジュ：クァク・シヤン
- ハン・ギウン：イ・ジェジュン（英語版）
- コ・ギテク：チョイ・ヨンハ

## 制作
イソン・ヒイルは韓国のクィア映画のトップディレクターで、これは4つ目の長編映画であった。彼は、エレベーターでまさに自殺する直前の泣いている高校生を示した閉回路テレビより映画のモチーフを見つけたと述べた。それを見た後イソンは、10代のセクシュアル・マイノリティーと彼らが直面する、学校で経験するいじめと暴力を生き残るためにふさわしい人間性の抹殺を探った映画を作ることを決めた。

## 映画祭
ベルリン国際映画祭以外では、『夜間飛行』は第38回香港国際映画祭、アムステルダムでの第7回「CinemAsia Film Festival」、トリノでの第29回「GLBT Film Festival」、第15回全州国際映画祭、第68回エディンバラ国際映画祭、第47回シッチェス・カタロニア国際映画祭、第34回ハワイ国際映画祭、第25回ストックホルム国際映画祭、第24回東京国際レズビアン&ゲイ映画祭で上映された。